# Diecezja Nha Trang
Diecezja Nha Trang (łac. Dioecesis Nhatrangensis; wiet. Giáo phận Nha Trang) – jedna z 24 diecezji obrządku łacińskiego w Kościele katolickim w Wietnamie w prowincji Khánh Hòa ze stolicą w Nha Trang. Erygowana 5 lipca 1957 brewe przez Piusa XII jako wikariat apostolski. Ustanowiona diecezją 24 listopada 1960 bullą papieską przez Jana XXIII. Biskupstwo jest sufraganią archidiecezji Huế.

## Biskupi

### Biskup diecezjalny
- ks. Joseph Huynh Van Sy – od 2023

### Biskup senior
- bp Joseph Võ Đức Minh – koadiutor w latach 2005–2009, biskup diecezjalny w latach 2009–2022, senior od 2022